# Человек из Подольска (фильм)
«Челове́к из Подо́льска» — российский комедийный драматический фильм режиссёра Семёна Серзина — экранизация одноимённой пьесы Дмитрия Данилова. В главных ролях: Вадик Королёв, Виктория Исакова и Владимир Майзингер. Премьера фильма в России состоялась 26 ноября 2020 года.

## Сюжет
Николай любит Амстердам, но живёт в Подольске, мечтает о музыкальной карьере, но занимает скромную должность в районной газете. Внезапное задержание московской полицией вовлекает его в смешной и страшный аттракцион, исход которого невозможно предсказать. Точно ли он находится в полицейском участке, кто эти требовательные интеллектуалы в погонах и откуда им всё про него известно?

## В ролях
- Вадик Королёв — Фролов
- Виктория Исакова — Марина
- Владимир Майзингер — первый полицейский
- Михаил Касапов — второй полицейский
- Илья Борисов — человек из Мытищ
- Олег Рязанцев — доктор
- Евгений Сангаджиев — Женя, ППСник
- Георгий Кудренко — Гоша, ППСник
- Рита Крон — Рита, ППСник
- Денис Горин — Хрупов
- Вячеслав Щипко — Славик
- Сергей Муравьёв — человек из Королёва, пьяный в отделении
- Таисия Вилкова — Галя
- Николай Кисличенко — отец Фролова
- Платон Кудряшов — Фролов в детстве
- Юлия Башорина — мать Фролова
- Евгений Перевалов — Валера
- Анастасия Мытражик — Света
- Владимир Карпов — Игорь
- Николай Куглянт — Коля
- Ольга Лапшина — бабушка Фролова
- Наталия Потапова — благостная женщина на вокзале
- Игорь Титов — музыкант в переходе
- Егор Рыбаков — дежурный
- Максим Симченко — человек из Мытищ в детстве
- Эва Мильграм — пионер Эва
- Матвей Сиваковский — пионер Ваня
- Василий Михайлов — старший пионер

## Съёмочная группа
- Режиссёр-постановщик — Семён Серзин
- Автор сценария — Юлия Лукшина по пьесе Дмитрия Данилова
- Оператор-постановщик — Даниил Фомичев
- Художник-постановщик — Любовь Иванова
- Художник по костюмам — Татьяна Долматовская
- Художник по гриму — Элина Караханова
- Композиторы — Дмитрий Шугайкин, Ярослав Тимофеев, Евгений Серзин и Глеб Беляев

## Награды
- 2020 — Кинотавр —  Приз им. Микаэла Таривердиева автору оригинальной музыки к фильму с формулировкой «За музыку свободы, которая звучит в голосах каждого из создателей этого фильма» (OQJAV)[2]
- 2020 — 26-й Международный фестиваль фильмов о правах человека «Сталкер» — Приз за лучший игровой фильм[3]
- 2021 — XXIX Всероссийский кинофестиваль «Виват кино России!»
  - Приз за лучшую режиссуру (С. Серзин)
  - Приз за лучшую мужскую роль (В. Майзингер)[4]